# Sarrión (Teruel)
Sarrión (katalanisch: Rubiols de Mora) ist eine spanische Gemeinde (municipio)  im Südosten der Provinz Teruel in der Autonomen Gemeinschaft Aragonien. Neben dem gleichnamigen Hauptort gehört die Ortschaft La Escaleruela zur Gemeinde. 

## Lage
Sarrión liegt knapp 40 Kilometer (Fahrtstrecke) südöstlich der Provinzhauptstadt Teruel im Bergland der Sierra de Gúdar in einer Höhe von ca. 990 m. Durch die Gemeinde führt die Autovía A-23.

## Bevölkerungsentwicklung
| Jahr      | 1960 | 1970 | 1981 | 1991 | 2006 | 2011 | 2021 |
| Einwohner | 1792 | 1307 | 1149 | 1066 | 1017 | 1131 | 1189 |

Die höchsten Einwohnerzahlen seiner Geschichte (über 2.000) verzeichnete Sarrión in der ersten Hälfte des 20. Jahrhunderts.

## Wirtschaft
Landwirtschaft und Tourismus (im Winter auch Skitourismus) sind die Haupteinnahmequellen des Ortes. Für die umliegenden Einzelgehöfte und kleinen Dörfer ist er ein wichtiges Handwerks- und Handelszentrum.

## Sehenswürdigkeiten
- Peterskirche (Iglesia de San Pedro)
- Rochuskapelle (Ermita de San Roque)
- Kapelle Blut Christi
- Teruel-Tor (Portal Teruel)

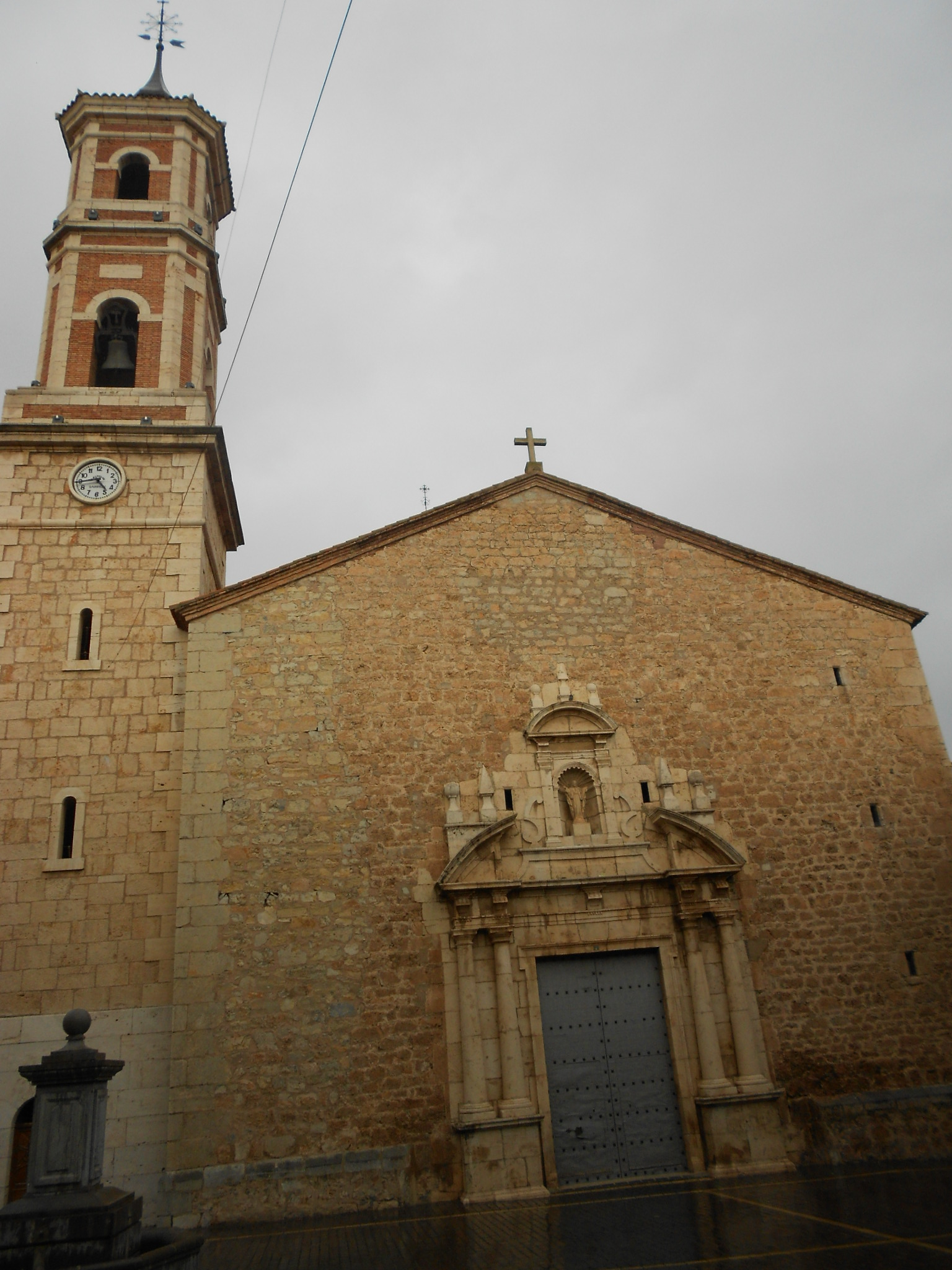
Peterskirche
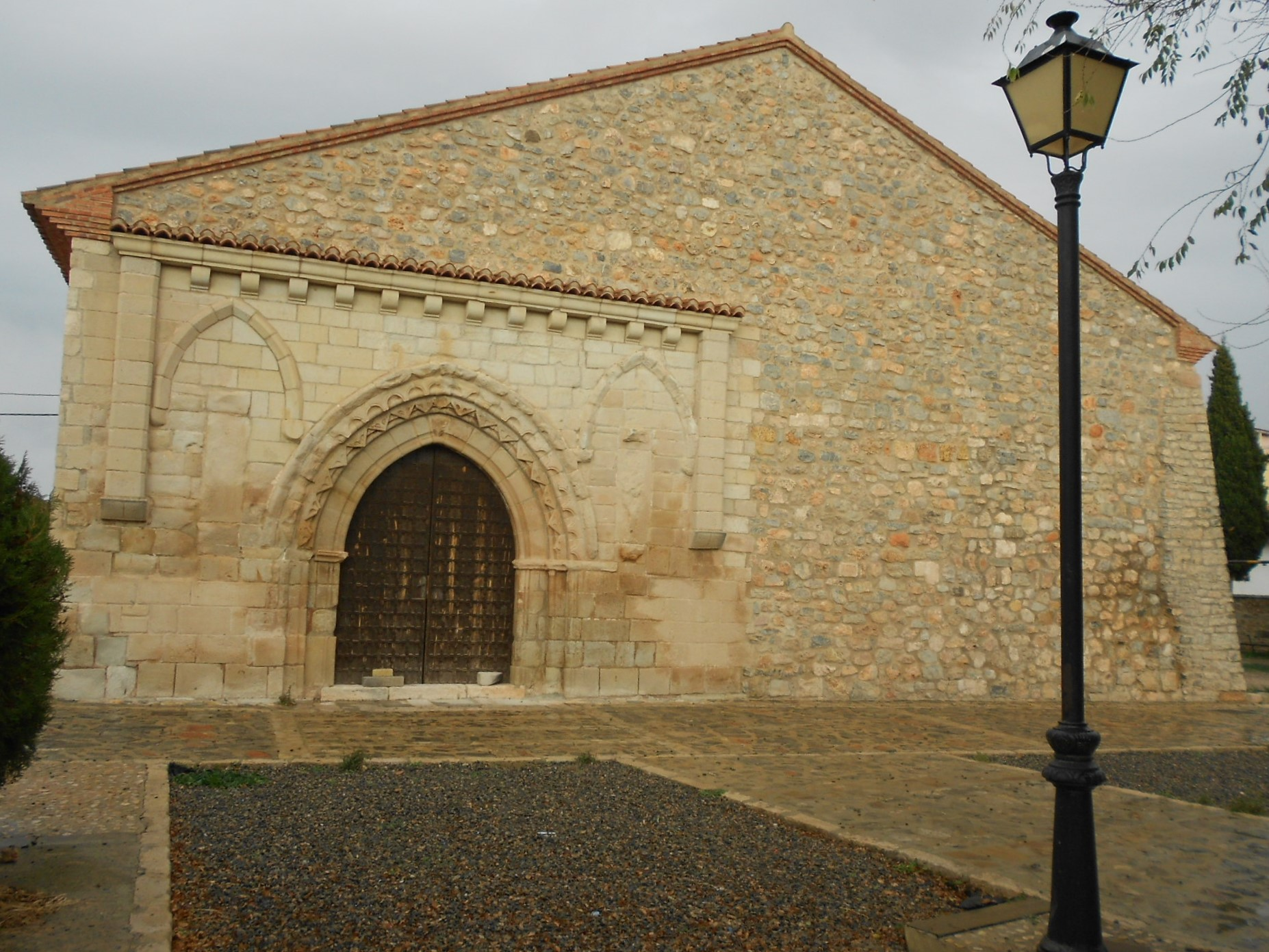
Kapelle Blut Christi
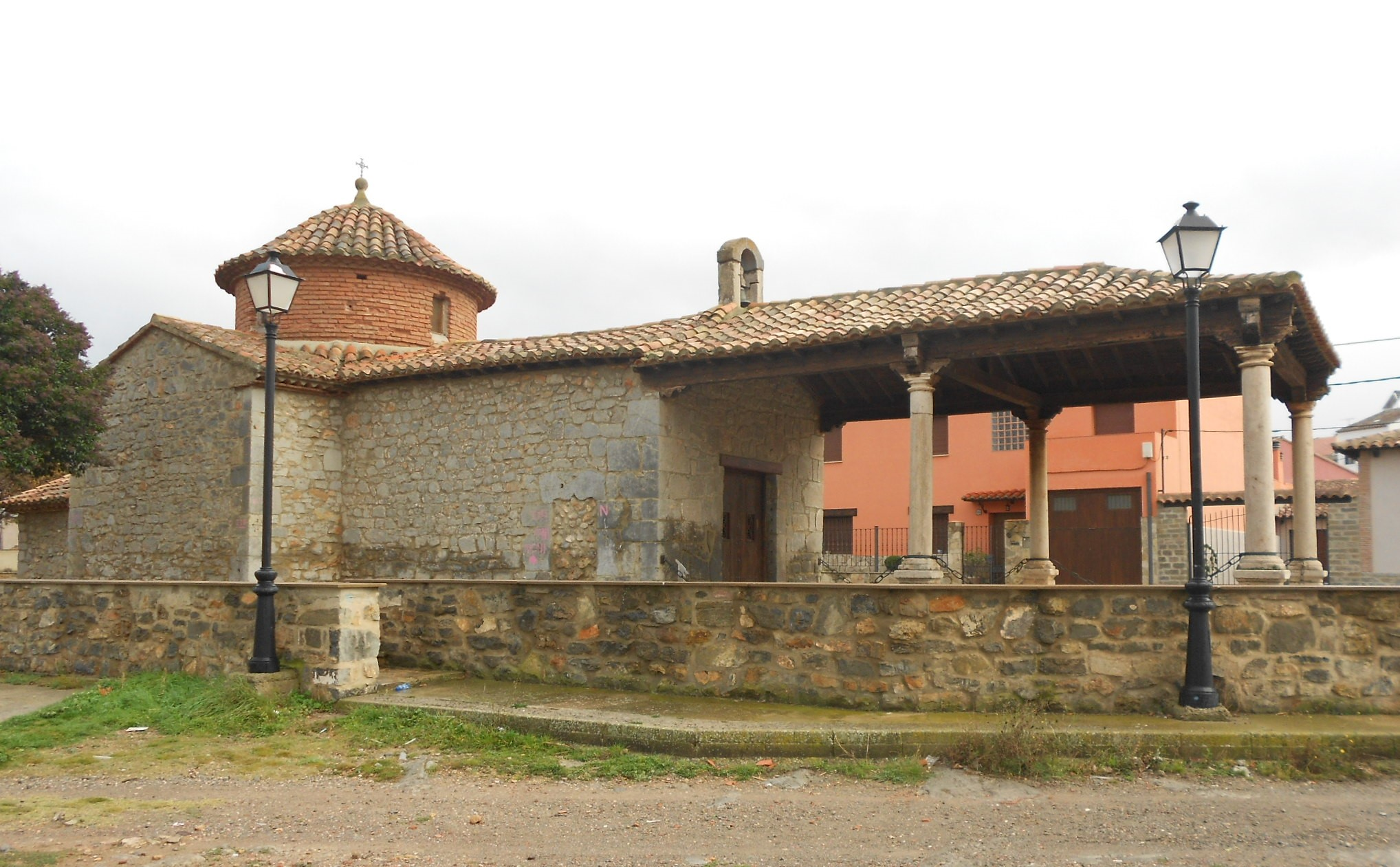
Rochuskapelle
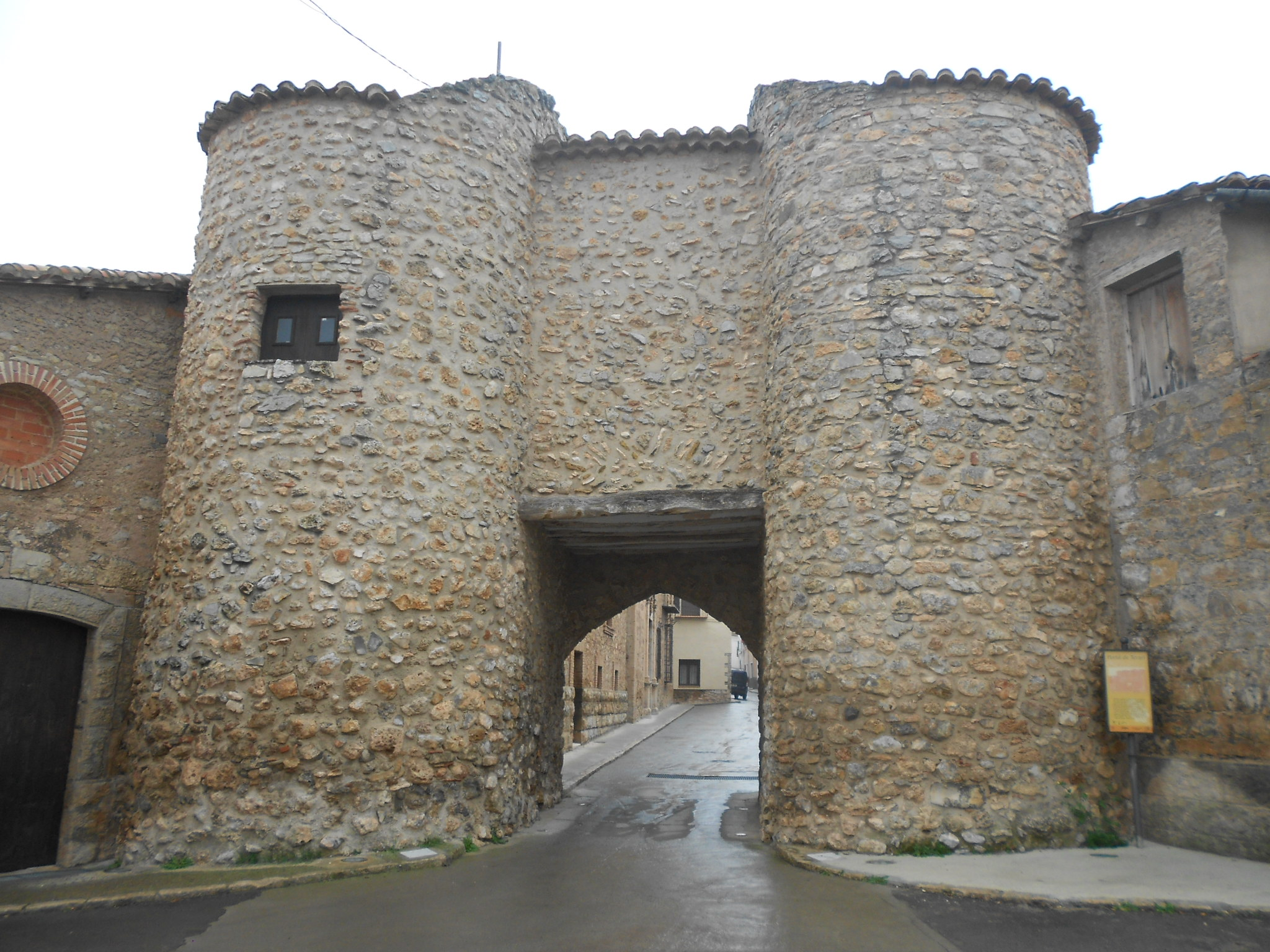
Teruel-Tor